# Дусавицкий, Александр Константинович
Алекса́ндр Константи́нович Дусави́цкий (5 мая 1928 года — 24 октября 2012 года) — советский и украинский психолог.
Специалист в области психологии личности, теории формирования познавательного интереса, проблем индивидуального развития ребенка. Создатель (монография «Формула интереса», 1989) оригинальной интерпретации механизмов возникновения исследовательского и познавательного интереса.
Окончил Харьковский инженерно-строительный институт в 1950 году. В дальнейшем заинтересовался теоретическими вопросами психологии и с 1971 года работает в научной сфере. Тема кандидатской диссертации: «Исследование развития познавательных интересов младших школьников в зависимости от способа обучения». Тема докторской диссертации: «Развитие личности в коллективе в зависимости от организации учебной деятельности».
Создал свою теорию личности, которая развивает взгляды С. Л. Рубинштейна. А. К. Дусавицкий определяет личность как особый орган в структуре психики индивида, ответственный за принятие решений и их последствия. В структуре личности должны отображаться 3 сферы: мотивационно-потребностная, сфера сознания и сфера поведения. В структуру личности входят интерес, идеал и характер. Интерес - это отношение индивида к миру, в котором проявляется его целостность, идеал - отражение в сознании индивида его человеческой сущности, выраженной в интересе, а характер - это способность воплощать идеал в действии. Дусавицкий считал, что развитие личности происходит только в коллективе.
Был профессором кафедры общей психологии, заслуженным профессором Харьковского национального университета им. В. Н. Каразина